# コンティオ
コンティオ(CONTIO)は、「ガンダムシリーズ」に登場する架空の兵器。架空の有人操縦式ロボット兵器「モビルスーツ」(MS)の一つ。初出は、1993年放送のテレビアニメ『機動戦士Vガンダム』。
作中の敵側勢力である「ザンスカール帝国軍」、通称「ベスパ」の宇宙用量産機。エースパイロット向けに開発された高性能機で、両肩に装備されたハサミ状の有線射出武装「ショットクロー」を外観上の特徴とする。劇中では、主人公のライバル役であるベスパのエースパイロット「クロノクル・アシャー」が搭乗する試作機が主に活躍する。
当記事では、劇中終盤でクロノクル・アシャーが搭乗する強化発展機「リグ・コンティオ」の解説も記述する。

## デザイン
メカニックデザインは石垣純哉が担当。初期案では肩部ショットクローの打ち出しは考慮されておらず、両肩に追加の腕を備える4本腕のMSとしてデザインされた。これは追加の腕で敵を捕捉し、動きを封じて胸のビーム砲で破壊する、というアイデアから来たものだった。その後サイコミュ的な戦法を用いることになり、デザインが変更された。胸部のビーム砲はその名残となっている。石垣がデザインしている段階では『ビヒモス』という名称だった。

## 設定解説
ZM-S06S ゾロアットの後継機として開発された宇宙戦用MS。両肩の複合武装「ショット・クロー」をはじめとする多彩な搭載兵装による高い戦闘性能を持つが、操縦が難しく乗りこなせるパイロットは少数であったために大量生産されず、少数生産にとどまる。物量的な面において地球連邦軍と比べて劣るベスパが量より質の兵器思想の元で開発したMSであり、高出力ジェネレーター、高出力スラスターにより宇宙での機動性を向上させている。
また、胸部に強力なビーム砲を装備したことによりコックピットのハッチは首の後ろ付近に存在する。

### 武装・装備
ビーム・サーベル
ビーム・サーベルは通常の剣状のほかに、ループサーベルと呼ばれる楕円形状にも展開する。
ビーム・シールド
試作機のひとつはビーム・シールドの仕様が異なり、発生器が袖口周りに内蔵されている。これは次世代用のビーム・シールドの試験的搭載で、マニピュレーターの基部に発振器をレイアウトすることにより、攻撃と防御を同時に行えるようにするものであった。本来はコンティオの通常装備となる予定であったがユニットの生産が間に合わず、量産機ではゾロアットと同型の物が流用され、搭載位置も肘付近に変更された。
胸部ビーム砲
胸部の3連ビーム砲には、3本の索敵用ビームで空間を捜査して察知した敵に対し、3本の高出力ビームを収束させて爆発的な破壊力を発生させるシステムが備えられている。
ビーム内蔵式ショット・クロー
両肩に搭載されたショット・クローはクロー、ビーム・サーベル、ビーム砲として機能する。またユニット全体が有線式の攻撃端末となり、あたかもニュータイプ専用機のようなオールレンジ攻撃に近い攻撃を繰り出すことを可能にした。資料によっては「実証する事は出来ない」と前置きしつつ、洗練されたサイコミュを用いり、かつて簡易サイコミュとして開発されたインコム並の技術を導入した可能性を示唆するものもみられるほか、サイコミュが試験運用された機体としてコンティオのショットクローが記録されているとした資料もみられる。クローは後方斜め上を向いた状態が定位置となる。
備考
脛の後ろ側の装甲が開いており、膠着時には足首から後ろに折れるという機構があるが、劇中では使われなかった。ガンプラでは省略されたが、MOBILE SUIT IN ACTION!!では再現されている。
劇中での活躍
カイラスギリー攻防戦で完成直後の初期型をクロノクル・アシャーが徴用し、リガ・ミリティアの部隊と交戦。タシロ・ヴァゴのカイラスギリー撤退を助け、以降はそのまま自身の乗機として使用する。その後は量産され、本国近辺でのリガ・ミリティアの空襲防衛などに用いられる。クロノクル機は本国付近でシュラク隊との交戦により中破した後、リガ・ミリティアのビッグキャノン発射を妨害するために弾頭として使用され、そのまま失われる。エンジェル・ハイロゥ攻防戦では一般機がクロノクルのリグ・コンティオと共に戦隊を結成し、ジャンヌ・ダルクの撃沈やリーンホースJr.襲撃に関与する。
コミックボンボンに連載された漫画版では初期案である『ビヒモス』の名称で登場。ビームを反射するミラーを配置した戦闘空域に胸部の3連ビーム砲を遠距離からミラーを利用して狙撃する戦法を採り、シュラク隊を壊滅状態にするもウッソにミラーを見破られ、敗北している。

## リグ・コンティオ
作中の敵側勢力である「ベスパ」に所属するクロノクルの搭乗機で、作中最後の戦いで使用された。コンティオの発展型だが、強力な武装を施しており、スペシャルバージョンと呼べる機体となっている。カテジナ・ルースの操縦するゴトラタンと共に最後の強敵として、ウッソ・エヴィンの操縦するV2ガンダムの前に立ち塞り、敵の助太刀がなければV2ガンダムを撃破という所まで追い込んだ。

### デザイン
デザインは石垣純哉。胸部や肩などにコンティオの面影はあるものの、全体の印象は凶悪かつ力強いものとなっている。頭部は折れ曲がったツノの装着や目の形状の変化など、より悪魔的なイメージのデザインとなっている。初期案ではブーメラン状の武器のほか、ザンスカール版ミノフスキードライブが搭載されたデザインだった。コックピットはコンティオと同じく首の後ろ付近にあるが、脛の後ろ側は装甲で覆われている。

### 設定解説
ザンスカール帝国末期に開発されたコンティオの発展機。 エンジェル・ハイロゥにおける最終決戦に向けてゴトラタンやゲンガオゾと共に、スーパーサイコ研究所にて開発されたハイエンド試作MSの1機であり、ベスパ最強のMSの一機と評される。
本機はコンティオで実現された高い攻撃能力をそのままに、さらなる高性能化を模索した機体である。ジェネレーター出力・推力ともにコンティオよりも数段向上し、肩のビームショットクローは1基に減ったものの、ヴァリアブル・ビーム・ランチャーを装備したことで総合火力は上がっている。なお、肩部の武装はパイロットの好みや任務によっては取付位置を左右入れ替えたり、両側にショット・クローを装着したりすることも可能。
しかし、操縦系統はコンティオ以上に複雑化しており、操縦可能な技量を持つパイロットの存在自体が疑問視されたことから、製造されたのはクロノクルが搭乗する試作機1機のみに限られる。
当機体と並んでベスパ最強クラスのMSであるゴトラタンとは型式番号が連番となっており、2機によるコンビネーション（リグ・コンティオが前衛、ゴトラタンが後衛）を想定して開発されたとも言われる。

### 武装・装備
無線式ショット・クロー
肩部に装備される無線誘導の遠隔制御式攻撃端末。ビーム・サーベル、ビーム・クロー、メガ粒子砲といった多様な機能を兼ね備えた兵装として運用される。コンティオのものよりも大型化され、可動範囲と可動部が増えたことでさらに多岐にわたる使用が可能となっている。前世代機のファンネルなどと比較しても大型で出力が高く、地球上（1G環境下）でも単独で機動し、V2ガンダムへオールレンジ攻撃を仕掛けている。
遠隔操作にサイコミュが用いられているかは不明。一方で、「断じることはできない」「憶測の域を出ない」と前置きしつつも、この装備の誘導に洗練されたサイコミュ・デバイスが導入されていた可能性を示唆する資料も見られる。
ヴァリアブル・ビーム・ランチャー
肩部に装備される折り畳み式の長砲身ビーム砲で、発射するビームの質を自在に調節できる「V.S.B.R.（ヴェスバー）」の機能、そして戦艦を一撃で撃沈するほどの破壊力を有する。V2ガンダムとの最終決戦では、メガ・ビーム・シールドの本体部を一撃で破壊している。
ユニットには大型コンデンサーが内蔵されており、本体から取り外しての射撃も可能。
腕部ユニットを動かすことで、ある程度の射界を確保できるが、横方向への可動域は狭く攻撃範囲は限られる。
胸部ビーム砲
原型機と共通する固定兵装で、胸部前面に3基を装備しており、対MS戦だけでなく対艦攻撃にも用いられる。
ビーム・ライフル
コンティオと同型のもの（カラーリングは専用）を使用。
ビーム・サーベル
スタンダードな単機能タイプ。両脚大腿部に収納されている。
ビーム・シールド
従来機と異なり、左右のマニピュレーターの甲に計2基を備えられており、柔軟な防御姿勢をとることができる。

### 劇中での活躍
ザンスカール戦争末期に1機のみが完成し、クロノクルの乗機としてエンジェル・ハイロゥ攻防戦に投入される。コンティオ隊を随伴機としてリガ・ミリティアと地球連邦軍の連合艦隊を強襲し、両軍の旗艦ジャンヌ・ダルクとリーン・ホースJr.に痛打を与えている。その後V2ガンダムと激闘を繰り広げるが、V2ガンダムのビーム・サーベルを2基合わせて出力を上げた攻撃により機体は両断され、残った上半身はそのままエンジェル・ハイロゥの外壁に激突。その衝撃でクロノクルは機外に放り出された後、死亡する。